# Bosnië en Herzegovina op het Eurovisiesongfestival 1999
Bosnië en Herzegovina nam deel aan het Eurovisiesongfestival 1999 in Jeruzalem, Israël. Het was de 6de deelname van het land op het Eurovisiesongfestival. De artiest werd gekozen door een nationale finale. BHRT was verantwoordelijk voor de Bosnische bijdrage voor de editie van 1999.

## Selectieprocedure
De artiest voor deze editie werd via een nationale finale gekozen. Deze finale werd gehouden op 6 maart in Sarajevo en werd gepresenteerd door Segmedina Srna en Lejla Babović. Er deden 17 liedjes mee. De winnaar werd gekozen door 8 regionale jury's.
De oorspronkelijk winnaar Hari-Mata-Hari werd later gediskwalificeerd omdat het lied al in 1997 was uitgekomen.

| Volgorde | Artiest                           | Lied                            | Punten | Plaats |
| -------- | --------------------------------- | ------------------------------- | ------ | ------ |
| 1        | Eldin Huseinbegović               | "Volio obolio"                  | 13     | 13     |
| 2        | Beat House                        | "Kunem te ja"                   | 39     | 6      |
| 3        | Krug                              | "U ritmu novom"                 | 33     | 8      |
| 4        | Seven Up                          | "Daj spusti se"                 | 58     | 3      |
| 5        | Dražen Žerić                      | "Proveo bi život ispod mostova" | 16     | 12     |
| 6        | Dunja Galineo & Nurudin Vatrenjak | "Budi tu"                       | 0      | 17     |
| 7        | Sarajevo Old Stars                | "Šampion"                       | 51     | 4      |
| 8        | Zejnaida Mesihović                | "Dala bih ti život"             | 38     | 7      |
| 9        | Željka Katavić-Pilj               | "Bog mi je svjedok"             | 40     | 5      |
| 10       | Sanja Volić                       | "Jedini, ljubim te"             | 10     | 14     |
| 11       | Seid Memić-Vajta                  | "Stare melodije"                | 19     | 11     |
| 12       | Elvana Dučić                      | "Priznat ću ti sve"             | 7      | 16     |
| 13       | Hari Mata Hari                    | "Starac i more"                 | 70     | 1      |
| 14       | Dino & Béatrice                   | "Putnici"                       | 65     | 2      |
| 15       | Igor                              | "Glumica"                       | 28     | 9      |
| 16       | Sarajevska Ruža                   | "Želja"                         | 10     | 14     |
| 17       | Andrej i Romana                   | "Ostavi suze"                   | 25     | 10     |

## In Jeruzalem
In Israël moest Bosnië-Herzegovina optreden als 22ste, net na Duitsland en voor Estland.
Op het einde van de puntentelling bleek dat ze op een 7de plaats waren geëindigd met 86 punten. Dit was tot dan toe het beste resultaat van het land op het festival.
Men ontving 1 keer het maximum van de punten
België  en Nederland hadden respectievelijk 1 en 3 punten over voor deze inzending.

### Gekregen punten

#### Finale
| 12 punten    | 10 punten            | 8 punten                 | 7 punten              | 6 punten             |
| ------------ | -------------------- | ------------------------ | --------------------- | -------------------- |
| - Oostenrijk | - Kroatië - Slovenië | - Denemarken - Duitsland | - Noorwegen - Turkije | - Frankrijk - Zweden |
| 5 punten     | 4 punten             | 3 punten                 | 2 punten              | 1 punt               |
| - Polen      |                      | - IJsland - Nederland    |                       | - België             |

### Punten gegeven door Bosnië-Herzegovina

#### Finale
Punten gegeven in de finale:
| 12 punten | Zweden              |
| 10 punten | Duitsland           |
| 8 punten  | Kroatië             |
| 7 punten  | Malta               |
| 6 punten  | Polen               |
| 5 punten  | Slovenië            |
| 4 punten  | Nederland           |
| 3 punten  | Estland             |
| 2 punten  | Israël              |
| 1 punt    | Verenigd Koninkrijk |